# NESSIE
NESSIE (angl. zkratka New European Schemes for Signature, Integrity, and Encryption) byl výzkumný project Information Societies Technology (IST) programu Evropské komise.

## Cíle projektu
Hlavním úkolem projektu bylo zveřejnění kryptografických základů zveřejněných v otevřeném řízení. Projekt měl v plánu přispět do konečné fáze AES block cipher standardisation process (organizovaného NIST, US). Toho měl docílit spuštěním otevřeného řízení pro pestrou sadu základů poskytujících důvěrnost, integritu dat a autenticitu. Projekt měl vyvinout vyhodnocující metodiku (bezpečnostní i výkonnostní) a softwarový toolbox, který toto vyhodnocení podpoří.

## Popis plánu projektu
Prvním krokem bylo zveřejnění otevřeného řízení pro podání kryptografických základů a vyhodnocení jejich metodik. Řízení obsahovalo žádost o zveřejnění blokových šifer a dalších kryptografických základů jako hašové funkce nebo algoritmy digitálních popisů. Řízení bylo zveřejněno v březnu 2000. První část bezpečnostních vyhodnocení se skládala z analýzy AES. Dále následovalo vyhodnocení předložených algoritmů. Druhá část se skládala z podrobného ohodnocení bezpečnosti a výkonu, které mělo poskytnout reálné předpoklady výkonů optimalizovaných implementací (včetně software, hardware a smart card). To mělo zajistit dosažení spravedlivých a vyrovnaných výsledků. Ty byly následně zveřejněny a volně rozšířeny. Časový plán projektu byl následující:
- 2000 	leden Začátek první fáze NESSIE
- 2000	leden	Vytvoření Industry Board
- 2000	březen	Řízení kryptografických základů
- 2000	září	Termín podání žádostí
- 2000	listopad	První workshop NESSIE

- 2001	červen	Předběžné vyhodnocení žádostí
- 2001	červen	Konec první části NESSIE

- 2001	červenec	Začátek druhé části NESSIE
- 2001 	září	Druhý workshop NESSIE

- 2002	únor	Předběžné vyhodnocení žádostí
- 2002	květen	Standardizační plán
- 2002	listopad	Třetí workshop NESSIE

- 2003	únor	Čtvrtý workshop NESSIE

- 2003	březen	Konečná volba žádostí
- 2003	březen	Závěrečná zpráva NESSIE projektu
- 2003	březen	Konec druhé části NESSIE

## Výběr algoritmů
Zde je výpis algoritmů, kterými se projekt zabýval:

### Blokové šifry
- MISTY1: Mitsubishi Electric
- Camellia: Nippon Telegraph and Telephone a Mitsubishi Electric
- SHACAL-2: Gemplus

### MAC algorithmy a kryptografické hash funkce
- Two-Track-MAC: Katholieke Universiteit Leuven and debis AG
- UMAC: Intel Corp, Univ. of Nevada at Reno, IBM Research Laboratory, Technion Institute, and Univ. of California at Davis
- EMAC: Berendschot et al.
- WHIRLPOOL: Scopus Tecnologia S.A. and K.U.Leuven

### Šifrování veřejných klíčů
- ACE Encrypt: IBM Zurich Research Laboratory
- PSEC-KEM: Nippon Telegraph and Telephone Corp

### Elektronické podpisy
- ECDSA: Certicom Corp
- RSA-PSS: RSA Laboratories
- SFLASH: Schlumberger Corp

### Identifikační algoritmy
- GPS-auth: Ecole Normale Supérieure, France Télécom, and La Poste

## Kontraktoři projektu
Mezi kontraktory a jejich představitele patří:
- Katholieke Universiteit Leuven: Bart Preneel,Antoon Bosselaers, Alex Biryukov, Christophe de Cannière, Bart Van Rompay
- Université catholique de Louvain: Mathieu Ciet, Francesco Sica,Jean-Jacques Quisquater
- Royal Holloway, University of London: Sean Murphy, Alex Dent, Rachel Shipsey, Christine Swart, Juliette White
- École Normale Supérieure: Jacques Stern, Louis Granboulan, Gwenaëlle Martinet
- Siemens AG: Markus Dichtl, Marcus Schafheutle
- Technion Institute of Technology: Eli Biham, Orr Dunkelman
- Universitetet i Bergen: Lars Knudsen, Håvard Raddum